# Berlepschia rikeri
Berlepschia rikeri là một loài chim trong họ Furnariidae.